# شهادة المنشأ

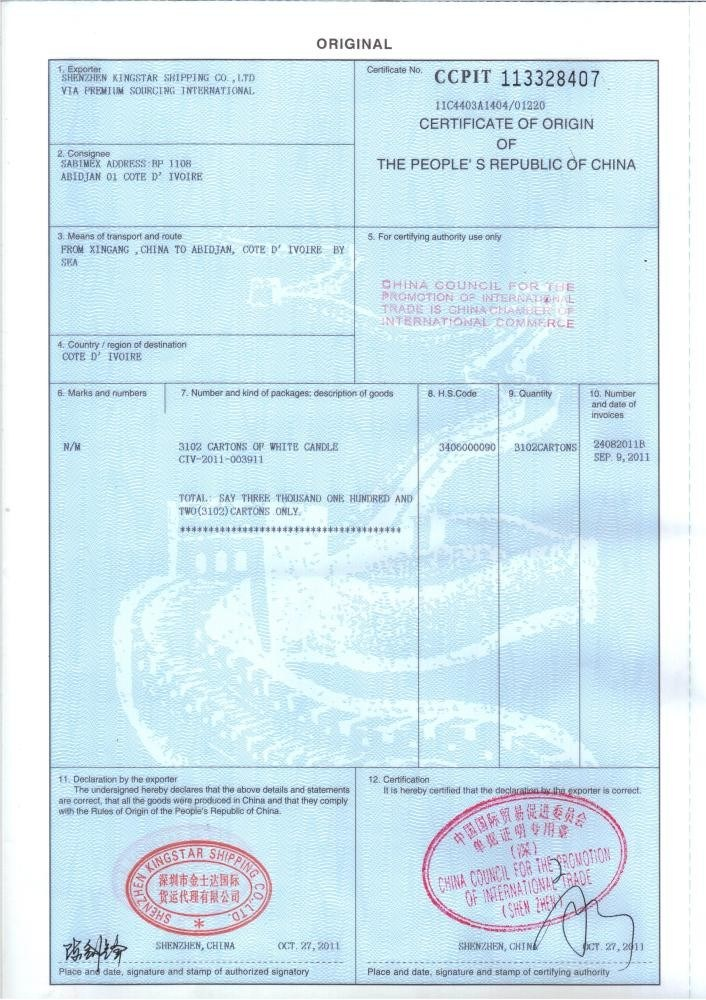

شهادة المنشأ هي شهادة تصدر عن الغرفة التجارية للبلد المصدّر تبين مكان صنع أو إنتاج البضاعة المراد تصديرها. تعد وثيقة ضرورية للتعرف على جنسية البضاعة بغية تقدير نسب الرسوم التي ستفرض عليها أو المعاملات التفضيلية للمنتج او السلعه التي ستمنح لها. حيث تمكن شهادة المنشأ من التحكم في منع دخول السلع المقاطعة اقتصاديا أو الممنوعة لدولة ما.

## مصدر
1. ↑  مصطلحات الاستيراد والتصدير نسخة محفوظة 10 نوفمبر 2017 على موقع واي باك مشين. [وصلة مكسورة]